# Gymnastikos Syllogos Īlioupolī
GS Ilioupoli (lingua greca: ΓΣ Ηλιούπολη) è una società atletica greca fondata a Īlioupolī, Atene, nel 1953. La società conta circa 1.800 atleti di diverse discipline, i colori sociali sono blu e rosso. La squadra di calcio milita in terza serie greca, mentre la squadra di calcio a 5 milita in prima divisione, dove nella stagione 2008/2009 ha conquistato il suo primo trofeo, la Coppa di Grecia.

## Discipline sportive
- Calcio
- Basket maschile
- Basket femminile
- Pallavolo maschile
- Pallavolo femminile
- Atletica
- Tennis
- Ginnastica Ritmica-Judo
- Nuoto
- Polo
- Calcio a 5

## Palmarès
- Coppa di Grecia: 1

2008-2009 (calcio a 5)